# Comuna Kameni, Andrușivka
Kameni (în ucraineană Каменівська сільська рада) este o comună în raionul Andrușivka, regiunea Jîtomîr, Ucraina, formată din satele Brovkî-Druhi, Jerdeli și Kameni (reședința).

## Demografie
Componența lingvistică a satului Kameni
     Ucraineană (97,78%)
     Rusă (1,01%)
Conform recensământului din 2001, majoritatea populației satului Kameni era vorbitoare de ucraineană (97,78%), existând în minoritate și vorbitori de rusă (1,01%).